# Marťanská univerzita
Marťanská univerzita (v anglickém originále Mars University) je jedenáctá epizoda první série seriálu Futurama. Poprvé byla vysílána 3. října 1999 stanicí Fox.

## Děj
Posádka Planet Express má doručit zásilku na pracoviště profesora Farnswortha a to na Marťanskou univerzitu. Bender navštíví svou bývalou robokolej, kde po něm chtějí, aby jim ukázal jak vypadá pravý studentský život. Ten to s radostí přijme a hned vyvolají na škole velký rozruch, který skončí podmínečným propuštěným všech členů robokoleje.
Fry se dozví, že o univerzitách z 20. století se povídá, že to byly jen jakési „drahé jesle“ a přihlásí se tam. Při zápisu předmětů si zvolí předmět Matematické modely kvantových neutrinových poli, což profesora nepotěší protože neumí učit. Později se jeho spolubydlícím stane opičák s kloboučkem, který ho dělá vysoce inteligentním. Za chvíli se začnou nesnášet. Opičák s kloboučkem pro profesora moc znamená a proto si na něj dává pozor. Při testu o historii 20. století ale bohužel uteče. Profesor, Fry a Leela ho začnou prohledat džunglí, až se dostanou k vodopádům, kde se na provazu tak tak drží. Opičák pád přežije. Nakonec se rozhodne, že nechce být vysoce inteligentní opici, ale stačí mu pouze průměrná inteligence a studium na ekonomické fakultě.